# Argonne National Laboratory
O Argonne National Laboratory é um dos maiores e mais antigos laboratórios de pesquisa científica do Departamento de Energia dos Estados Unidos, sendo duas vezes maior do que seu vizinho Fermilab. O laboratório é gerenciado pela UChicago Argonne, LLC, a qual é composta pela Universidade de Chicago, o Jacobs Engineering Group Inc. e a BWX Technologies, Inc. (BWXT). Está situado numa área de 6,9 km² no Condado de DuPage, Illinois, 40 km a sudoeste de Chicago, na Interstate Highway 55. Quando foi fundado, era conhecido como o Laboratório Metalúrgico da Universidade de Chicago (Met Lab) e ficava situado dentro de Red Gate Woods. Antes disso, a instituição fez parte do Projecto Manhattan, no qual foi construída a primeira bomba atômica do mundo.